# جزایر الند
اُلند (سوئدی: Åland, IPA: [ˈo:land]; فنلاندی: Ahvenanmaa)، یک مجمع‌الجزایر در ورودی خلیج بوتنی در دریای بالتیک متعلق به فنلاند است. اُلند یک منطقه خودمختار و یک منطقه غیرنظامی و تنها منطقه یک زبانی سوئدی در فنلاند است. اُلند کوچک‌ترین منطقه فنلاند است که شامل ۰٫۴۹٪ از مساحت آن و ۰٫۵۰٪ از جمعیت آن است.
اُلند شامل جزیره اصلی اُلند (Fasta Åland)، که ۹۰٪ جمعیتش در آن زندگی می‌کنند، و حدود ۶۵۰۰ صخره و جزیره دیگر در شرق آن می‌شود. جزیره فاستا اُلند (Fasta Åland)ء ۳۸ کیلومتر (۲۴ مایل) با ساحل سوئد فاصله دارد. در شرق، مجموعه جزایر اُلند به دریای «مجمع الجزایر فنلاند» پیوسته‌است. تنها مرز زمینی اُلند در صخره مارکت (Märket) با سوئد است.